# 朝はビタミン!
『朝はビタミン!』（あさはビタミン）は、テレビ東京で2006年10月2日から2008年9月26日まで月曜 - 金曜の8:00 - 11:00に放送されていた関東ローカルの情報番組である。略称は朝ビタ。
前番組『朝は楽しく!スマイルサプリメント』の内容をそのまま残し、お笑いトリオダチョウ倶楽部のリーダー肥後克広を司会に起用して放送を開始した。その後、2007年10月1日からはTake2の深沢邦之が司会を務めていた。
なお、番組終了後、テレビ東京では8:00 - 12:30まで大幅に改編、8時台は再放送や海外ドラマを放送。ニュース（『Opening Bell』）などの後番組は『E morning』となった。
2009年3月30日からは8時台に『ものスタMOVE』の放送が開始されたため、約半年振りにテレビ東京の8時台に関東ローカルの情報番組が復活した。

## 歴代出演者

### 司会
- 肥後克広（ダチョウ倶楽部）（2006年10月2日 - 2007年9月28日）
  - 2007年7月は肥後が志村けんの舞台『志村魂』の地方公演に出演するため代理司会者（山咲トオル、原口あきまさなど）が務めた。
- 前田真理子（テレビ東京アナウンサー）（2006年10月2日 - 2007年3月30日）
- 深沢邦之（Take2）（2007年10月1日 - 2008年9月26日）
  - 2008年8月4日 - 8日は、深沢の夏期休暇のため、原口あきまさと林家正蔵が司会を担当した。
- 水原恵理（テレビ東京アナウンサー）（2008年4月7日 - 9月22日、月曜・「ビタミンレシピ」コーナー担当）
- 森本智子（テレビ東京アナウンサー）（2007年4月2日 - 2008年9月26日、火 - 金曜[1]）

（水原・森本両アナが不在の場合は、テレビ東京の他の女性アナウンサー並びにレギュラー出演者の中の1人が持ち回りで司会を務める。）

### 進行
- ヒゴーム（2006年10月 - 2008年3月）
  - 時刻を伝えたり、次のコーナーへの案内をやっていた、初代のオウムの置き物。名前は前司会者の肥後克広から取られているが、肥後が降板した後も引き続き出演していた。
- ビターム（2008年4月 - 9月）
  - 時刻を伝えたり、次のコーナーへの案内をするオウムの置き物で2代目。前任であるヒゴームと同じく声は浅沼コリンが担当した。

### コメンテーター
月曜日
- 林マヤ
- 島崎和歌子

火曜日
- 芳本美代子
- 園山真希絵

水曜日
- 若林史江（末期は出演を休止していた）→島本美由紀（若林史江の出演休止に伴い2008年7月より出演）

木曜日
- 中島史恵
- 友利新

金曜日
- 林マヤ
- 渡辺美奈代

### ナレーター
- 関口伸
  - 月曜日から金曜日まで、取材VTRのナレーションを担当した。

### リポーター
- 服部恭子（月曜日）
- 木之内美穂（火曜日）
- 堀真奈美（水曜日）（2008年4月 - 7月?）
- 松波利佳（同上）（2008年7月 - ）
- 伊藤聡子（木曜日）
- 松田京子（金曜日）
- 磯部さちよ（金曜日）
- 田中美穂（同上）（2008年7月 - ）
  - 8時台の特集コーナーを担当。
- 小嶋亜由美

### コーナー出演者
- 浅沼コリン（「ビタミンTOPICS」担当、不在時はチャールズ・エイヤーズが担当）
- 小川明男（「ビタミンレシピ」担当）
- パックンマックン（水曜日、「ビタミンTOPICS」担当）
- 堀井憲一郎（水・木曜日、「ビタミンランキング」担当）

### レースガイド出演者
- 外園妙子
- 礒葉子
- 武内直子
- 中島亜紀
- 清水祥恵
- 由木優子
- 半田あい

## タイムテーブル
| 時刻                                     | コーナー                                 | 備考 |
| 第1部 8:00 - 8:45                        | 第1部 8:00 - 8:45                        | 第1部 8:00 - 8:45 |
| ---------------------------------------- | ---------------------------------------- | --- |
| 8:00                                     | オープニング                             | |
| 8:10                                     | 特集                                     | - TOKYOイケメンショッパーズ - ビタミンエンタメ |
| 8:40                                     | レースガイド                             | - 中央競馬を除く公営競技情報。開始終了時に担当若手女性タレントが顔出しして一言挨拶する異例の構成で、スタジオも共通のため、実態は生CMに近かった。当初の120秒枠から、2007年10月以降90秒枠に短縮。生ワイド番組に内包される前は、ステブレ扱いで毎日7:58から放送されていた。なお、土曜日は7:58から、日曜日は8:28から〈共にステブレ扱い〉で放送。 |
| 第2部 8:45 - 9:26                        |                                          | |
| 8:45                                     | Opening Bell                             | - BSジャパン、TVA、TVO（9時飛び乗り）がネット。 |
| 第3部 9:26 - 11:00 （ ）内の時刻は金曜日 |                                          | |
| 9:26                                     | ビタミンTOPICS                           | - 英語のキーワードを通してその日の新聞を読み解く |
| 9:28                                     | 快適!ショッピングスタジオ                | - ジャパネットたかたのテレビショッピング。長崎県佐世保市のジャパネットたかた本社スタジオから生放送。 - 2007年4月6日より、金曜日は「78分金曜拡大版」として10:46まで放送。 |
| 9:57 （10:46）                           | 御前料理の料理人小川明男のビタミンレシピ | |
| 10:00 （10:50）                          | Eネ! Let's懐ソン                         | - イベント情報 |
| 10:05                                    | モーニングテレショップ （月 - 木）       | - トーカ堂、エリザベス宝石、痛快!買い物ランドショップ島、アサヒ緑健、はぴねすくらぶ、SHOP J@PAN、サントリーなど。 |
| 10:55                                    | エンディング                             | |

### 過去のコーナー
- ビタミンキャッチ
- キレイになるヨガ
- ビタミンランキング
- 日経スペシャル ガイアの夜明け（金曜日、再放送）
- Eネ!きぬよの英語でしゃべりMarsh
- Eネ!きぬよのイマドキコトバ学校
- NEWビタ（ニュース・天気予報・電車運行情報）

## スペシャル放送
番組は原則として平日に放送していたが、祝日に「朝はビタミン!ホリデースペシャル」を放送することもあった。その際は8:00 - 9:00を第1部、9:00 - 9:55（まれに10:00）を第2部として放送した。また、「Opening Bell」「快適!ショッピングスタジオ」などの放送はなかった。9:00過ぎから「モーニングテレショップ」（サントリーTVショッピングなど）を放送した。

## 備考
- アメトーーク!『肥後と言う男』によると視聴率もよく好評だったが肥後が「毎日早起きして仕事をしたくない。」と申し出て番組を卒業したという。